# Остров-призрак

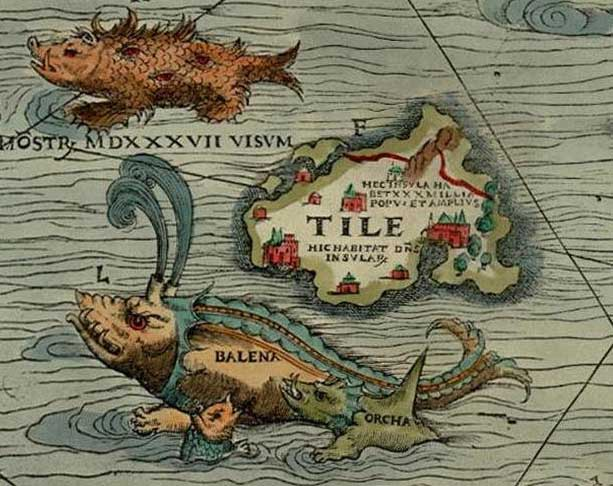
Фрагмент карты Carta Marina (XVI век) с изображением острова Туле, увиденного Пифеем.

Остров-призрак — в разное время изображавшиеся на картах острова, на самом деле не существующие. Со времён античности в Европе обсуждалось существование островов к западу от Геркулесовых столбов (Антилия) и северо-западнее Британии (Туле). Во времена Великих географических открытий на карты попало большое количество мнимых островов, за которые принимали айсберги и верхние миражи. Не исключено, что некоторые острова-призраки (например, Фердинандея близ Сицилии, остров Томпсона в Южной Атлантике) когда-то существовали, но впоследствии были уничтожены стихией. Также, возможно, за подобные острова, в Арктике и Антарктике, могли принимать наслоения грунта поверх ископаемого льда, со временем растаявшие (вероятно такими являлись, например, Земля Санникова и Земля Андреева).
От островов-призраков следует отличать мифические острова, существование которых никогда не было предметом научного интереса (в «Одиссее» — Ээя и Огигия, в русских сказках — остров Буян), и мифические континенты, на карты также не наносившиеся (Атлантида, Пацифида, Арктида, Лемурия).

## Примеры островов-призраков
- В античной литературе — Острова блаженных, Туле, Тазата.
- Долгое время за остров принимали Нижнюю Калифорнию.
- В сентябре 1578 года Мартин Фробишер «открыл» остров Бусс.
- В XV веке на карты часто наносили острова Антилия, Ройлло и остров Сатаны в Атлантическом океане к западу от Пиренейского полуострова.
- В конце XVI века к западу от Гренландии изображался остров Гроклант.
- В XVII веке рядом с Фарерскими островами на карты наносили очертания острова Фрисланд.
- В 300 км к северу от Фолклендских островов на картах XVIII в. изображался несуществующий остров Пипса. В том же районе помещали острова Авроры.
- Новая Южная Гренландия — «обнаружена» экспедицией Моррелла в 1823 году в море Уэдделла.
- Некая Земля Жуана да-Гамы была изображена к югу от Камчатки на карте Гийома Делиля, которой пользовался Витус Беринг во время второй камчатской экспедиции. На её поиски было потрачено несколько недель — в результате экспедиции пришлось зазимовать на Командорских островах, где Витус Беринг умер от болезни.
- Риф Крузенштерна, открытый в 1805 году русскими мореплавателями, а затем исчезнувший.
- Открытые в первой половине XIX века в субантарктических водах, а затем исчезнувшие острова Дауэрти, Нимрод, Свейн, Эмеральд и Томпсон, последний из которых, видимо, исчез во время вулканического извержения в 1890-х годах.
- Ещё в советское время обсуждалась возможность существования в Северном Ледовитом океане неоткрытой Земли Санникова.
- Риф Мария-Тереза (остров Табор, остров Мария-Терезия) — помещался картографами в точку 37°10′ ю. ш. 151°15′ з. д.HGЯO, был отмечен на большинстве карт до 1970-х годов, на отдельных картах встречался до 2005 года (в США). Увековечен Жюлем Верном в его романах «Дети капитана Гранта» и «Таинственный остров».
- Остров Сабль (Сэнди) северо-западнее Новой Каледонии, предположительно результат ошибки в карте при копировании. Экспедиция Сиднейского университета искала его в 2012 году и не нашла.
- Предположительно лежавший к северу от полуострова Юкатан остров Бермеха, присутствовавший на картах XVI—XX веков, но не найденный в XXI веке.